# Scharhörn
Scharhörn – niemiecka wyspa na Morzu Północnym. Administracyjnie wyspa należy do miasta Hamburg, jego dzielnicy Neuwerk, okręgu administracyjnego Hamburg-Mitte. Ma 0,2 km² powierzchni i jest niezamieszkana. Do centrum Hamburga wzdłuż Łaby jest ok. 100 km.
Wyspa Neuwerk jest oddalona o ok. 6 km. Leży w otulinie Parku Narodowego Hamburskiego Morza Wattowego.